# Nomex

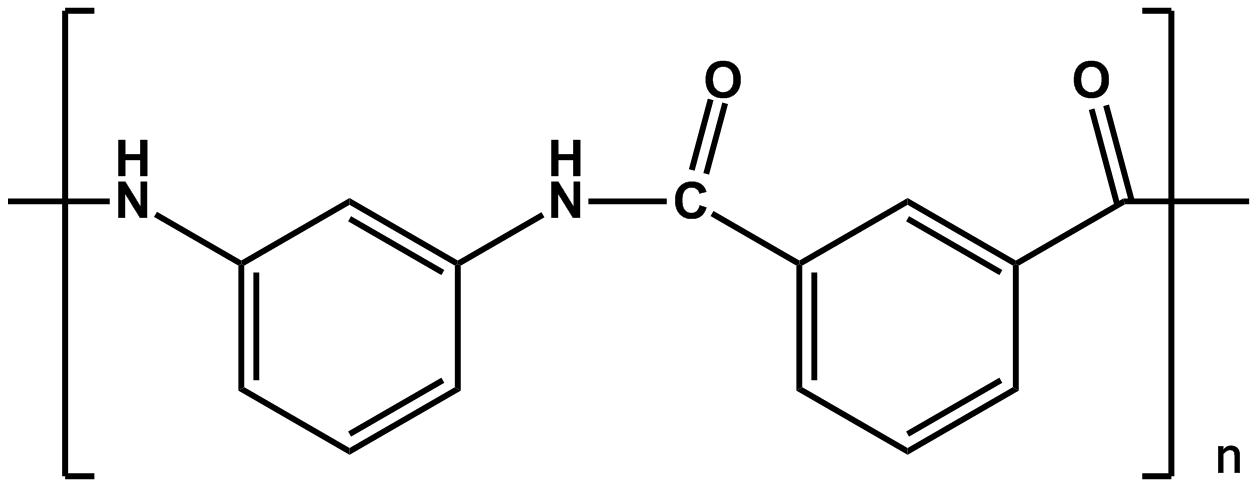
Formula di struttura del Nomex

Nomex (scritto NOMEX) è un marchio registrato che indica una sostanza a base di meta-aramide resistente alle fiamme sviluppata nei primi anni sessanta dalla DuPont e commercializzata a partire dal 1967.
Chimicamente può esser considerato un nylon aromatico, la variante meta del para-aramide Kevlar. È venduto sia sotto forma di fibra che di fogli, utilizzato per produrre  oggetti resistenti al calore ed alle fiamme. I fogli di Nomex sono prodotti analogamente alla carta facendoli passare attraverso dei cilindri. Il Nomex tipo 410 è stato il primo ad essere prodotto ed uno dei più utilizzati nella fabbricazione di isolanti elettrici. I fogli di Nomex sono utilizzati sia nella produzione di pannelli elettrici, nuclei di trasformatori elettrici oppure strutture a nido d'ape riempite con resine fenoliche. Strutture a nido d'ape come quella descritta e i laminati di mylar-Nomex sono ampiamente utilizzati nella costruzione degli aerei. Il Nomex è utilizzato per le tute dei pompieri e dei piloti di auto da corsa.
Il sottocasco che i pompieri indossano sopra la maschera respiratoria è fabbricato in Nomex e serve per proteggere dal calore e dalle fiamme le parti della testa non coperte dall'elmetto.
Le tute dei piloti automobilistici sono fabbricate in Nomex ed altri materiali ritardanti di fiamma. Anche i guanti, il sottotuta, le calze e le scarpe sono fabbricate con lo stesso materiale. La FIA stabilisce alcune norme per la resistenza al fuoco degli abiti utilizzati che prevedono la resistenza al calore per almeno trenta secondi.
Si sta sperimentando l'uso del Nomex anche per le sue proprietà acustiche in quanto è in grado di riflettere suoni di alta frequenza e di rinforzare suoni di media e bassa frequenza.